# Julian Hammond
Julian Hammond  (Chicago, 27 de mayo de 1943 - Centennial, 8 de octubre de 2022) fue un baloncestista de Estados Unidos que jugaba en la posición de alero.

## Carrera
Tras salir de la DuSable High School jugó primero con los Labette Cardinals en la NCAA por un año hasta que fue transferido a los Tulsa Golden Hurricane, siendo parte del primer grupo de baloncestistas de color en la Universidad de Tulsa. En la temporada 1965/66 fue el lícer en porcentaje de tiros de campo en toda la NCAA con un promedio de 65,9%.
En 1966 fue elegido en la novena ronda del draft de la NBA por Los Angeles Lakers, pero fue hasta la temporada siguiente que tuvo actividad en la liga con los Denver Rockets, con quien jugó por cuatro temporadas con promedio de 10.8 puntos por partido y 6.2 rebotes en 329 partidos, hasta que fue dejado en libertad en diciembre de 1971.

## Tras el retiro
Trabajó durante 31 años en la compañía Mountain Bell y después formó parte de la seguridad del Pepsi Center durante catorce años. Su hijo Julian Jr. jugó a nivel universitario para Loyola Marymount Lions; y su nieto Julian III con los Colorado Buffaloes.